# Milivoje Novakovič
Milivoje Novakovič (nascut el 18 de maig de 1979 a Ljubljana) és un futbolista eslovè professional que actualment juga per a l'FC Köln i l'equip nacional d'Eslovènia.

## Trajectòria
Actualment es troba jugant per l'equip alemany FC Köln com a atacant, al que va arribar procedent de l'equip búlgar PFC Litex Lovech, on va assolir la fama. També ha jugat per al club austríac LASK Linz, després d'haver començat la seva carrera en l'Olimpija Ljubljana.
Amb el Litex va arribar als trentadosena Copa de la UEFA 2005-06, va ser tercer en la lliga búlgara i va esdevenir màxim golejador del campionat.
Havia estat vinculat amb l'equip alemany FC Köln, l'equip israelià Beitar Jerusalem FC i el campió búlgar Levski Sofia, però no obstant això, va jugar al Litex de la Copa de la UEFA 2006-07 contra els seus compatriotes del FC Koper i l'AC Omonia de Xipre tot i el seu desig de continuar la seva carrera en un equip diferent. Finalment es va unir al FC Köln a l'agost de 2006 per al voltant d'1,5 milions d'euros. Va ser el màxim golejador de la Segona Bundesliga alemanya durant la temporada 07/08 amb el club.
El 12 de setembre de 2008 l'entrenador Christoph Daum, el va fer capità de la plantilla del primer equip del FC Köln. Durant la temporada 2008/2009 va portar el seu equip amb 16 gols a la 1. Bundesliga alemanya. A finals de novembre de 2009 va perdre la capitania, a causa d'una disputa amb nou gerent de l'equip alemany Zvonimir Soldado.

## Trajectòria internacional
És davanter en la selecció de futbol i ha protagonitzat actuacions impressionants, entre les quals destaca un 'hat trick' d'Eslovènia davant Trinitat i Tobago.